# Bad Bayersoien
Bad Bayersoien è un comune tedesco di 1 211 abitanti, situato nel land della Baviera.

## Cultura

### Media
- Bad Bayersoien è una delle principali location della serie televisiva della ZDF con protagonista Christine Eixenberger Marie Is on Fire (Marie fängt Feuer), fiction ambientata nel villaggio immaginario di Wildegg[2]